# Aaliyah
Aaliyah Dana Haughton (født 16. januar 1979 i Brooklyn i New York, død 25. august 2001 i Marsh Harbour på Bahamas) var en amerikansk R&B-sangerinde, danserinde og skuespillerinde.
Hun voksede op i Detroit, Michigan som den yngste datter af Diane og Michael Haughton.
Aaliyahs debutalbum var Age Ain't Nothing but a Number (1994) og blev produceret af R. Kelly. De to giftede sig i august samme år efter at have forfalsket Aaliyas fødselsattest da hun kun var 15 år i mod hans 27 år. Ægteskabet blev dog annulleret inden året var omme.
På opfølgeren One in a Million (1996) samarbejdede Aaliyah blandt andre med Timbaland. Timbaland producerede sangen "If Your Girl Only Knew", som blev hans første ordentlige store hit. Samarbejdet mellem Aaliyah og Timbaland fortsatte frem til hendes tragiske død. Inden hendes død nåede hun blandt andet at medvirke i action-filmen Romeo Must Die fra 2000, med kampsports-stjernen Jet Li.
Hun omkom i 2001 under en flyulykke med et privatfly sammen med filmholdet på hendes seneste musikvideo.
Det blev senere offentliggjort, at grunden til styrtet var at flyet var overpakket.[kilde mangler]

## Diskografi
| - 1994 Age Ain't Nothing but a Number - 1996 One in a Million - 2001 Aaliyah - 2002 I Care 4 U (posthumt) - 2005 Ultimate Aaliyah (posthumt) | - "Try Again" |

## Filmografi
- 2000 Romeo Must Die
- 2002 Queen of the Damned